# Chrašická stráň
Chrašická stráň je přírodní památka poblíž obce Chrast v okrese Chrudim. Předmětem ochrany je cenný geologický útvar opukové stráně s přirozenými společenstvy teplomilné květeny v semixerotermních trávnících a částečně s porosty teplomilných křovin, výskyt teplomilných druhů hmyzu a chráněných druhů ptáků a dalších obratlovců. Chráněné území je ve správě Krajského úřadu Pardubického kraje.